# میانرودان ۱
یک روستا در ایران،استان چهارمحال و بختیاری، شهرستان کوهرنگ که در دهستان شوراب تنگزی واقع شده است. این روستا در فاصله ۵ کیلومتری شهر چلگرد و ۹۰ کیلومتری شهرکرد قرار گرفته است.

## تاریخ
در گذشته به (چَمدر) معروف بود ولی با توجه به این که روستا بین دو رود آب چمدر که از منطقه موگویی سر آقا سید و نیاکان سر چشمه می‌گیرد و دیگری آب تونل کوهرنگ که ابتدا و سرچشمه اصلی زاینده رود است واقع شده است میانرودان نام گرفت. در این روستا اشیائی قدیمی از دوره پیش از اسلام یافته شده است.
تیره لک عسکروند از نوادگان صادق خان زند، طایفه تقی عبداللهی و اولاد فرامرزخان ساکنین این روستا را تشکیل می‌دهند.

## اقتصاد
اکثر افراد این روستا به کار زراعت و دامپروری مشغول می‌باشند. مکانیزه شدن کشاورزی به گسترش زمین‌های زیر کشت و افزایش محصولات کمک شایانی کرده است. سایرین نیز به کارهای اداری و آزاد اشتغال دارند.

## فرهنگ و اجتماع
این روستا با توجه به درصد جمعیت خود،رتبه اول در خصوص آموزش عالی و فرهنگیان در شهرستان کوهرنگ را به خود اختصاص داده است! فرهنگیان شاغل و بازنشسته حدود ۴۵ نفر و جمعیت دانشجویان این روستا نیز تقریباً حدود ۱۰۰ نفر است. میان رودان در اداراتی همچون فرمانداری، نیروی انتظامی، سپاه، جهاد کشاورزی، شرکت نفت ملی حفاری، ادارهٔ فرهنگ و ارشاد اسلامی، بانک‌ها، بهزیستی -کمیته امداد، منابع طبیعی، بهداشت، اداره برق، هواشناسی، کانون فرهنگی، اداره راه وترابری و اساتید دانشگاه و حوزهٔ علمیه نیروی بومی از خود دارد.

## گردشگری
وجود دو رودخانه در روستا و قرارگیری این روستا در یک دشت کوهپایه ای مناظر طبیعی قشنگی را به ارمغان آورده است.

## کمبود آب
با وجود آب فراوان و به دلیل کمبود زیرساخت‌ها،امکانات ،محرومیت‌ها و… در فصول گرم سال کم‌آبی به شکل ملموسی حس می‌شود. بیشتر آب برای صنعت و کشاورزی و گردشگری اصفهان می‌رود طوری که اصفهان روز به روز آبادتر و استان چهارمحال و بختیاری روز به روز کم‌آب تر و خشک‌تر می‌شود.